# Belomorsk
Belomorsk (en russe : Беломорск ; en finnois : Belomorsk) est une ville de la république de Carélie, en Russie, et le centre administratif du raïon de Belomorsk.
Sa population s'élève à 10 599 habitants en 2013.

## Géographie
Belomorsk est située sur la baie d'Onega, sur la côte de la mer Blanche, à 304 km (374 km par l'autoroute R21) au nord de Petrozavodsk.

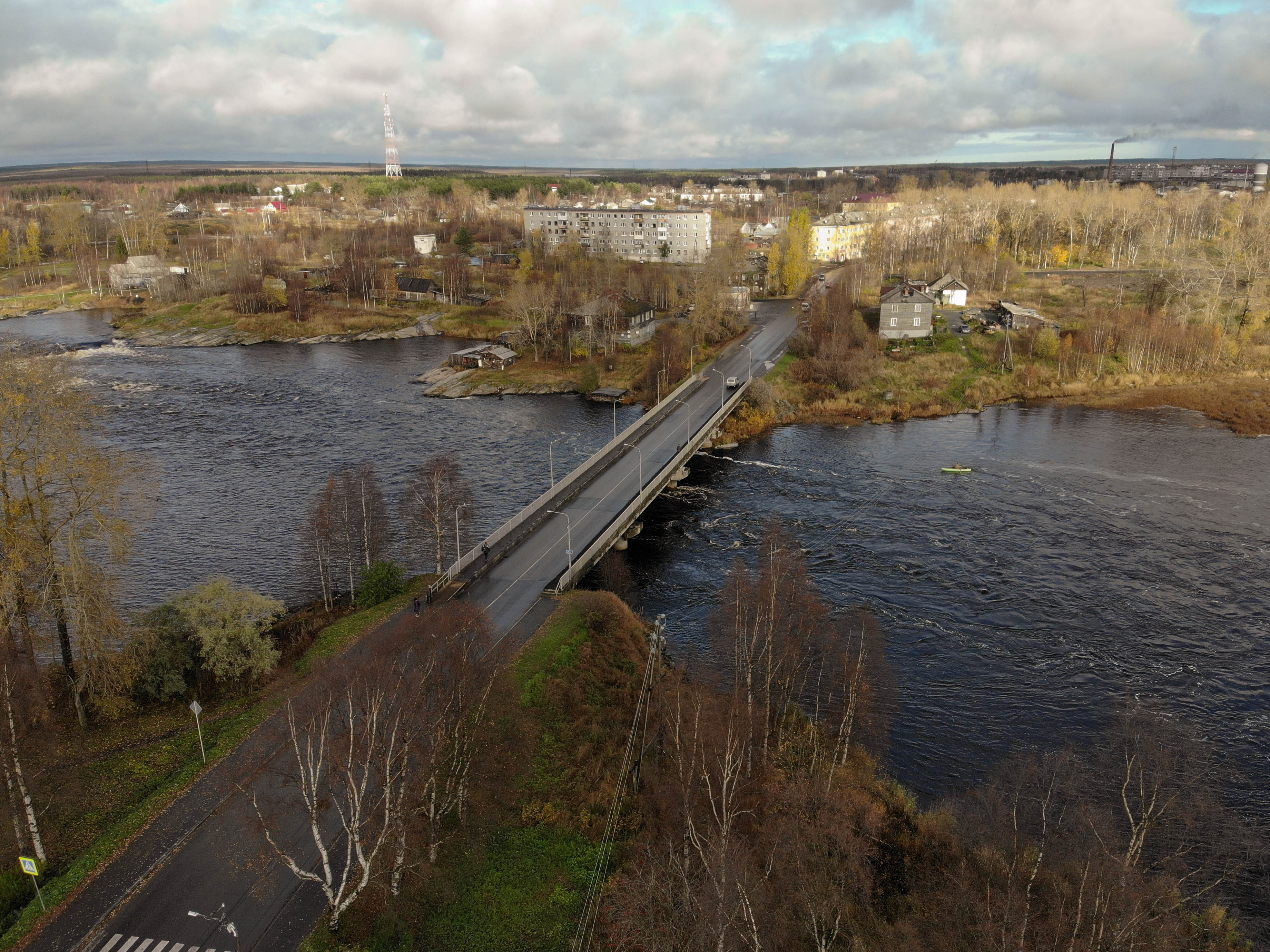
Vue aérienne.

## Histoire
À l'origine la ville était un petit village nommé Soroka (Соро́ка). Belomorsk est le centre culturel des Pomors. Parmi les lieux historiques, on peut citer Zalavrouga et Bessovy Sledki avec leurs anciens pétroglyphes.

## Population
Recensements (*) ou estimations de la population
| 1959*  | 1970*  | 1979*  | 1989*  |
| ------ | ------ | ------ | ------ |
| 14 783 | 16 595 | 18 071 | 18 935 |

| 2002*  | 2010*  | 2012   | 2013   |
| ------ | ------ | ------ | ------ |
| 13 103 | 11 217 | 10 893 | 10 599 |

| 2015   | 2017  | 2019  | 2021  |
| ------ | ----- | ----- | ----- |
| 10 150 | 9 861 | 9 498 | 9 036 |

## Transports
Belomorsk est située à 36 km de l'autoroute M18   "Kola" (Saint-Pétersbourg-Mourmansk-Norvège) et y est reliée par l'autoroute P18 (Pushnoy-Belomorsk).
Le port de Belomorsk est spécialisé dans le transport de marchandises.